# Liste der Einträge im National Register of Historic Places im Bristol Bay Borough
Die Liste der Registered Historic Places im Bristol Bay Borough führt alle Bauwerke und historischen Stätten im Bristol Bay Borough des US-Bundesstaates Alaska auf, die in das National Register of Historic Places aufgenommen wurden.

## Alagnak River
- DIL-161 Site

## Ekuk
- St. Nicholas Chapel

## Kanatak
- Archeological Site 49MK10

## King Salmon
- Fure’s Cabin

## Naknek
- Brooks River Archeological District
- Old Savonoski Site
- Savonoski River Archeological District

## Nondalton
- Kijik Archeological District
- Kijik Historic District
- St. Nicholas Chapel

## Nushagak
- Transfiguration of Our Lord Chapel

## Pedro Bay
- St. Nicholas Chapel

## Pilot Point
- St. Nicholas Church (Pilot Point, Alaska)

## South Naknek
- Elevation of Holy Cross Church